# David Tygel
David Tygel (4 de julho de 1949) é um cantor, arranjador, instrumentista  (viola caipira e violão) e compositor carioca.

## Biografia
Começou sua carreira profissional integrando o grupo vocal Momentoquatro, juntamente com Maurício Maestro, Zé Rodrix e Ricardo Vilas, grupo que  acompanhou Edu Lobo em 1967 na apresentação de "Ponteio", no Festival da Rede Record.  Em 1978 funda o conjunto o Boca Livre juntamente com Maurício Maestro, Zé Renato e Claudio Nucci. Em 1992 deixa o grupo retornando em 2006. Musicou quase 30 filmes e foi premiado cinco vezes com o Kikito de melhor trilha musical do Festival de Gramado. É irmão do instrumentista Paulo Steinberg. Atua como professor de Trilha para Cinema na PUC/RJ. e leciona ''Som como instrumento narrativo'' na faculdade FACHA. Também foi responsável pelo arranjo de trilhas sonoras de diversos filmes nacionais, como a do filme “O Homem da Capa Preta”, de 1986, e “Dois Perdidos em uma Noite Suja”, de 2002.

## Discografia

### Compacto duplo
- 1967 - Glória - Philips

### LPs
- 1968 - Momento4uatro - Philips
- 1979 - Boca Livre - Continental
- 1981 - Bicicleta - Independente
- 1982 - Folia - PolyGram
- 1983 - Boca Livre - Independente
- 1989 - Boca Livre em concerto - Som Livre

### CDs
- 1992 - Dançando pelas sombras - MP,B/Warner
- 1997 - Boca Livre convida-20 anos - Indie Records
- 2007 - Boca Livre ao Vivo

### DVDs
- 2007 - Boca Livre ao Vivo